# Vulgate d'Alexandre le Grand

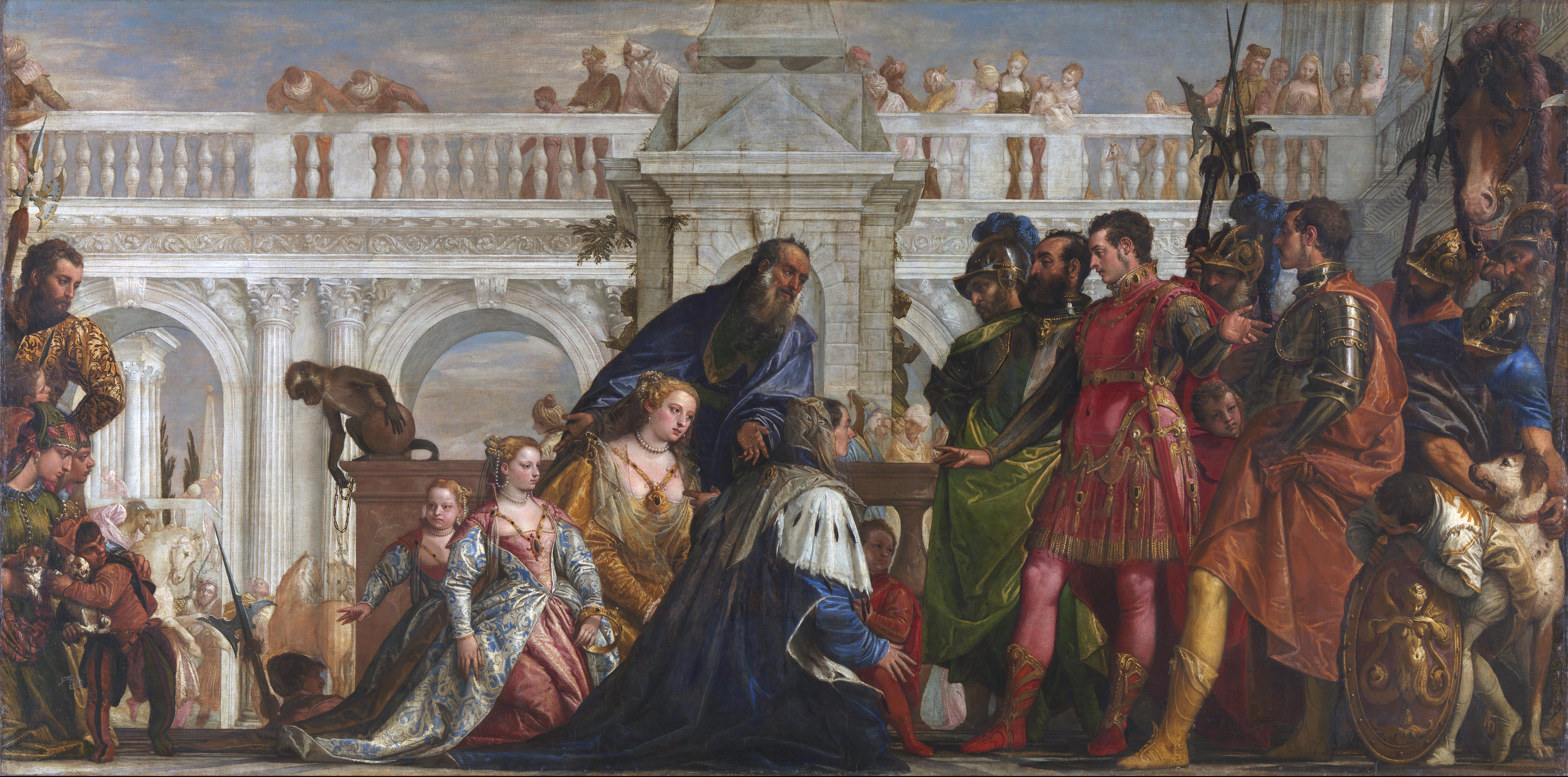
Véronèse, La Famille de Darius devant Alexandre (1565-1570). Alexandre montre Héphaistion à Sisygambis : « Lui aussi est Alexandre », la plus célèbre des citations de la Vulgate d'Alexandre.

La Vulgate d’Alexandre le Grand (du latin vulgata, « vulgaire » dans le sens « commun »)  est l'expression qualifiant depuis le XIXe siècle une tradition historique qui présente une vision apologétique du règne d'Alexandre le Grand. Cette tradition, qui mêle faits tangibles et légendes, est issue de Clitarque, contemporain de la conquête de l'Asie, dont l'Histoire d'Alexandre est la source commune des historiographes antiques, Diodore de Sicile, Trogue-Pompée et Quinte-Curce. On distingue, mais sans l'opposer complètement, la tradition de la Vulgate à celle issue d'Arrien et de Plutarque, qui s'inspirent eux des Mémoires d'Aristobule et de Ptolémée.

## Sources de la Vulgate
La Vulgate d'Alexandre est un concept défini pour la première fois par Karl Raun en 1868. Il est issu en droite ligne de l'œuvre, désormais perdue, de Clitarque d'Alexandrie. Dès le règne d'Alexandre, Clitarque commence à collecter de nombreux témoignages en Grèce où il réside jusqu'en 308 av. J.-C. Le long séjour qu'il entreprend en Égypte, où la popularité d'Alexandre le Grand est savamment entretenue par Ptolémée, conforte définitivement une représentation panégyrique de la conquête. Clitarque nourrit son récit d'une tradition orale et populaire, mais aussi de documents officiels et de rapports (plus ou moins objectifs) des contemporains de la conquête. Il consulte notamment, pour la dernière partie de son œuvre, les écrits d'Onésicrite, de Néarque et d'Aristobule. Cette tradition orale, qui ne saurait être dévaluée, fait par exemple défaut à Arrien dans l’Anabase, dont l'exposé s'intéresse davantage au fait militaire.
L'Histoire d'Alexandre de Clitarque a inspiré (directement ou indirectement via un éventuel, mais peu probable, abréviateur) Diodore de Sicile, Trogue-Pompée, Quinte-Curce ainsi que l'anonyme Épitomé de Metz (en). Ils reprennent à leur compte quelques-unes des fables et anecdotes qui forgent encore de nos jours une part du mythe d'Alexandre. On constate également chez ces historiens des similitudes dans l'ordre du récit et l'expression. Ainsi, Diodore fait d'Alexandre tout au long du livre XVII le représentant du souverain idéal, mais il faut bien observer que Diodore s’appuie sur ses propres critères moraux et que la figure d'Alexandre est fort populaire du temps de la République romaine. Clitarque est la principale source de Diodore, qu'il ne cite pas pourtant. Trogue-Pompée représente également Alexandre en héros, mais peu à peu perverti par la conquête et la fascination de l’Orient. Quant à Quinte-Curce, il s'appuie sur Clitarque dans nombre de ses passages élogieux envers Alexandre.
La Vulgate se démarque, sans toutefois la contredire sur les faits essentiels, de la tradition historique issue d'Arrien et de Plutarque qui puisent eux leurs sources dans les Mémoires d'Aristobule et Ptolémée, jugés depuis l'Antiquité comme étant plus fiables que l'œuvre de Clitarque. Les historiens modernes ont néanmoins tenté de prouver que ces deux traditions se rapprochent. On constate en effet de nombreux croisements entre les sources de la Vulgate et celles d'Arrien ; il faut également souligner le manque d'impartialité dans les récits d'Aristobule et de Ptolémée, à qui on ne peut donc pas accorder une totale confiance. Finalement, il ne faudrait pas considérer les divergences entre les deux traditions comme la preuve systématique d'une fabulation de Clitarque.

## Mythes de la Vulgate
La tradition panégyrique née de Clitarque inspire encore aujourd’hui une part du mythe d'Alexandre via les récits de Diodore de Sicile, Trogue-Pompée (résumé par Justin) et Quinte-Curce ou les quelques rares fragments de l'Histoire d'Alexandre. On peut offrir une liste non exhaustive de quelques-unes de ces légendes, la plupart du temps identifiées comme telles par Arrien et Plutarque :
- Alexandre est présenté comme l'émule de Dionysos et l'héritier d'Héraclès ;
- Sisygambis, la mère de Darius III confond Héphaistion avec Alexandre qui rétorque : « Lui aussi est Alexandre »[10] ;
- Alexandre déclare à un Compagnon que « Cratère, certes, aimait son roi, mais qu'Héphaistion aimait Alexandre »[11] ;
- Clitarque adopte une version mythologique de la visite à l'oracle d'Ammon à Siwa, au détriment des pèlerinages à Delphes et à Gordion qu'il néglige ostensiblement ;
- Alexandre a rencontré la reine des Amazones durant la campagne contre les Scythes[12] ;
- D'après Clitarque, Ptolémée a sauvé la vie d'Alexandre lors de l'assaut d'une forteresse dans le Penjab. Ptolémée rétablit la vérité dans ses Mémoires en concédant qu'il se trouvait ailleurs en opération[13] ;
- Alexandre, mourant, confie l’anneau royal à Perdiccas[14].
- Clitarque se fait l'écho d'une rumeur propagée par Olympias qui accuse les fils d'Antipater, Iolas et Cassandre, d'avoir empoisonné Alexandre[15] ;

## Sources antiques
- Arrien, Anabase [lire en ligne]
- Diodore de Sicile, Bibliothèque historique [détail des éditions] [lire en ligne], XVII.
- Justin, Abrégé des Histoires philippiques de Trogue Pompée [détail des éditions] [lire en ligne].
- Plutarque, Vies parallèles [détail des éditions] [lire en ligne]
- Quinte-Curce, L'Histoire d'Alexandre le Grand [lire en ligne].